# پارک وینگیس

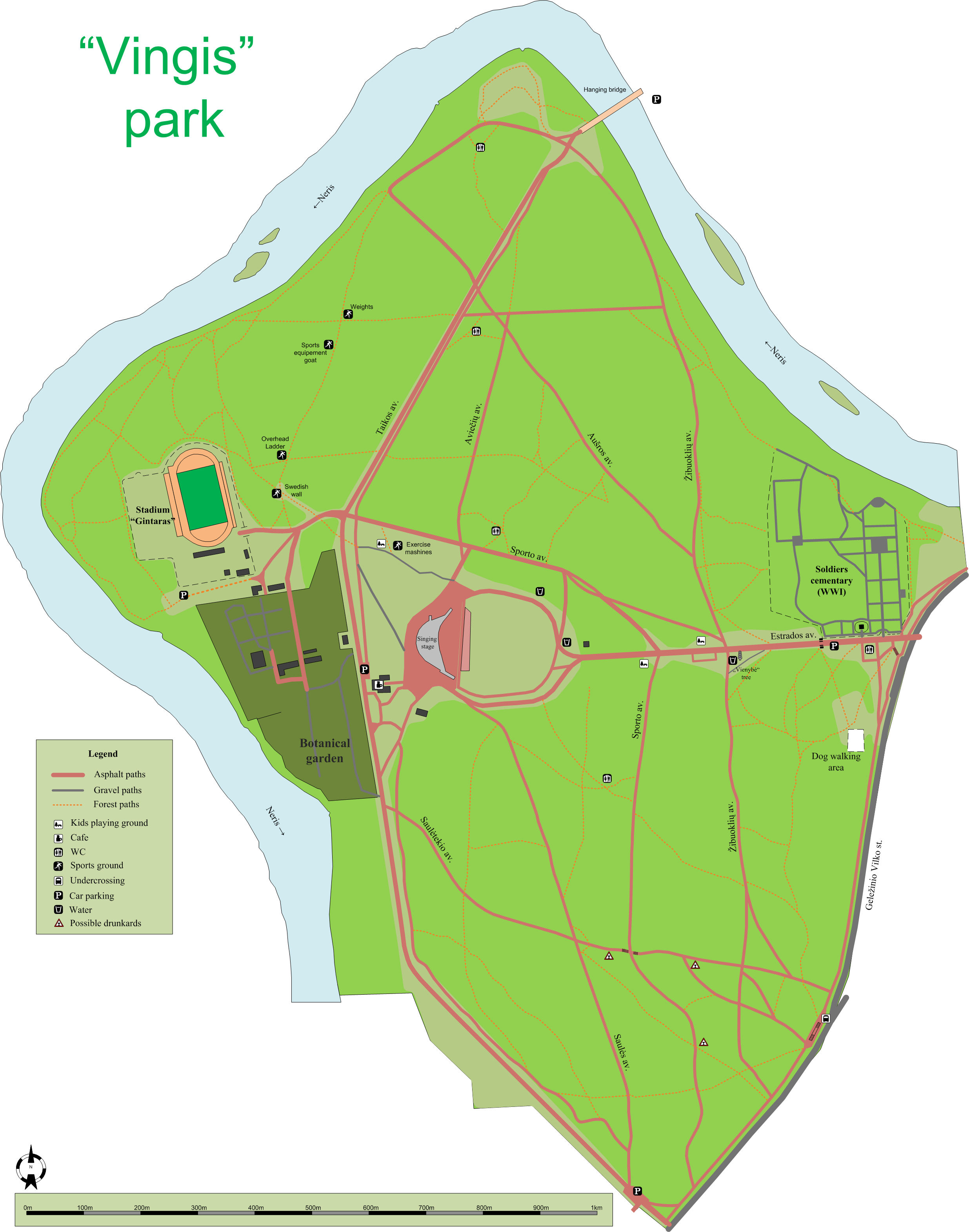
نقشهٔ پارک

پارک وینگیس (لیتوانیایی: Vingio parkas) بزرگترین پارک در ویلنیوس، لیتوانی است که ۱۶۲ هکتار وسعت دارد. این پارک در منحنی رودخانه نریس واقع شده است، از این رو نام لیتوانیایی آن: 'vingis' به معنی «خم»، «منحنی» است. به همین معنی نام تاریخی لهستانی محل است: Zakret. یک پل عابر پیاده پارک را به Žvėrynas متصل می کند. از آن به عنوان مکانی برای برگزاری رویدادهای مختلف به ویژه کنسرت‌ها و مسابقات ورزشی استفاده می شود. این شامل یک باغ گیاه‌شناسی کوچک از دانشگاه ویلنیوس، استادیوم و یک آمفی‌تئاتر است.

## نگارخانه

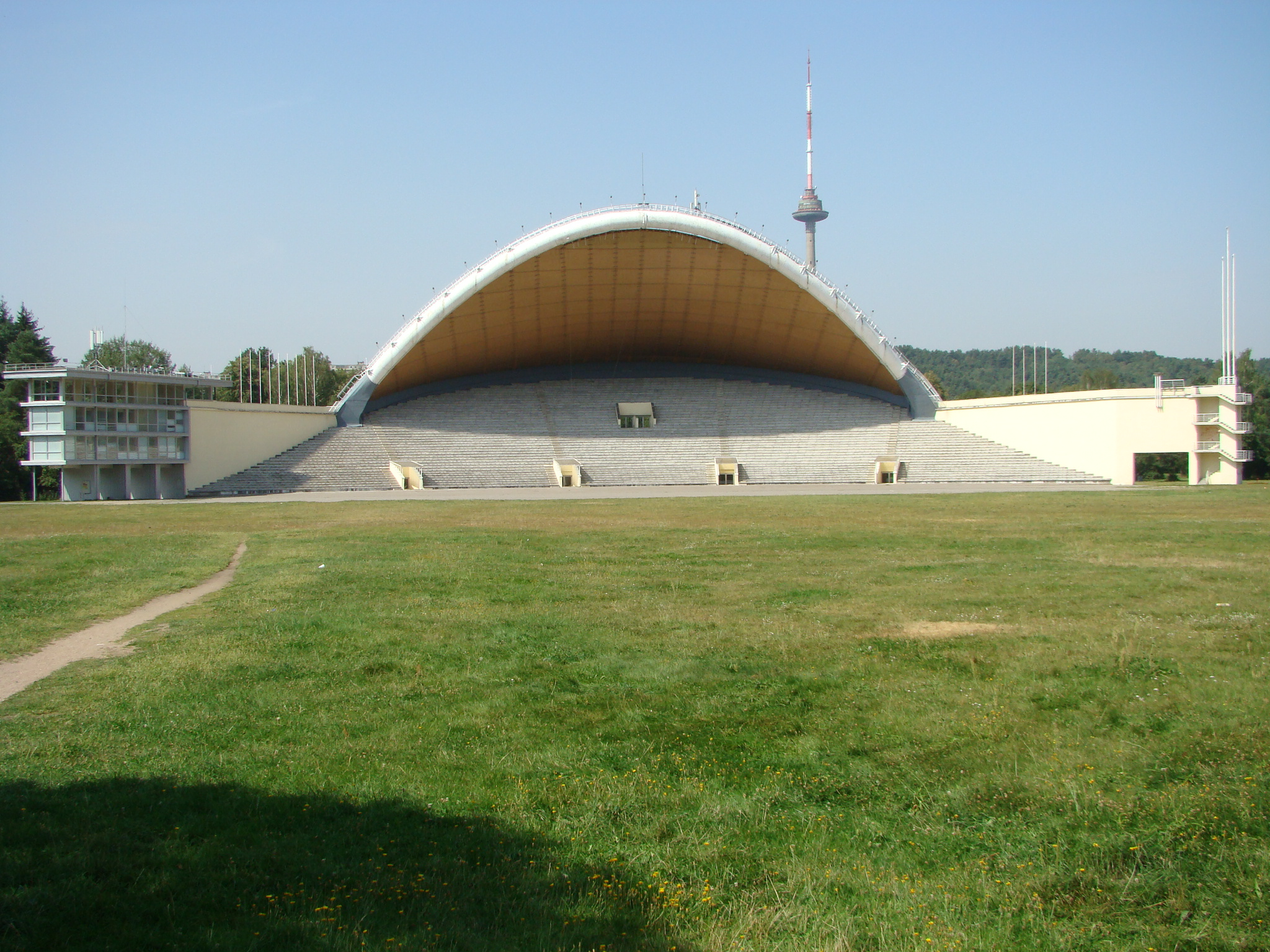
آمفی‌تئاتر
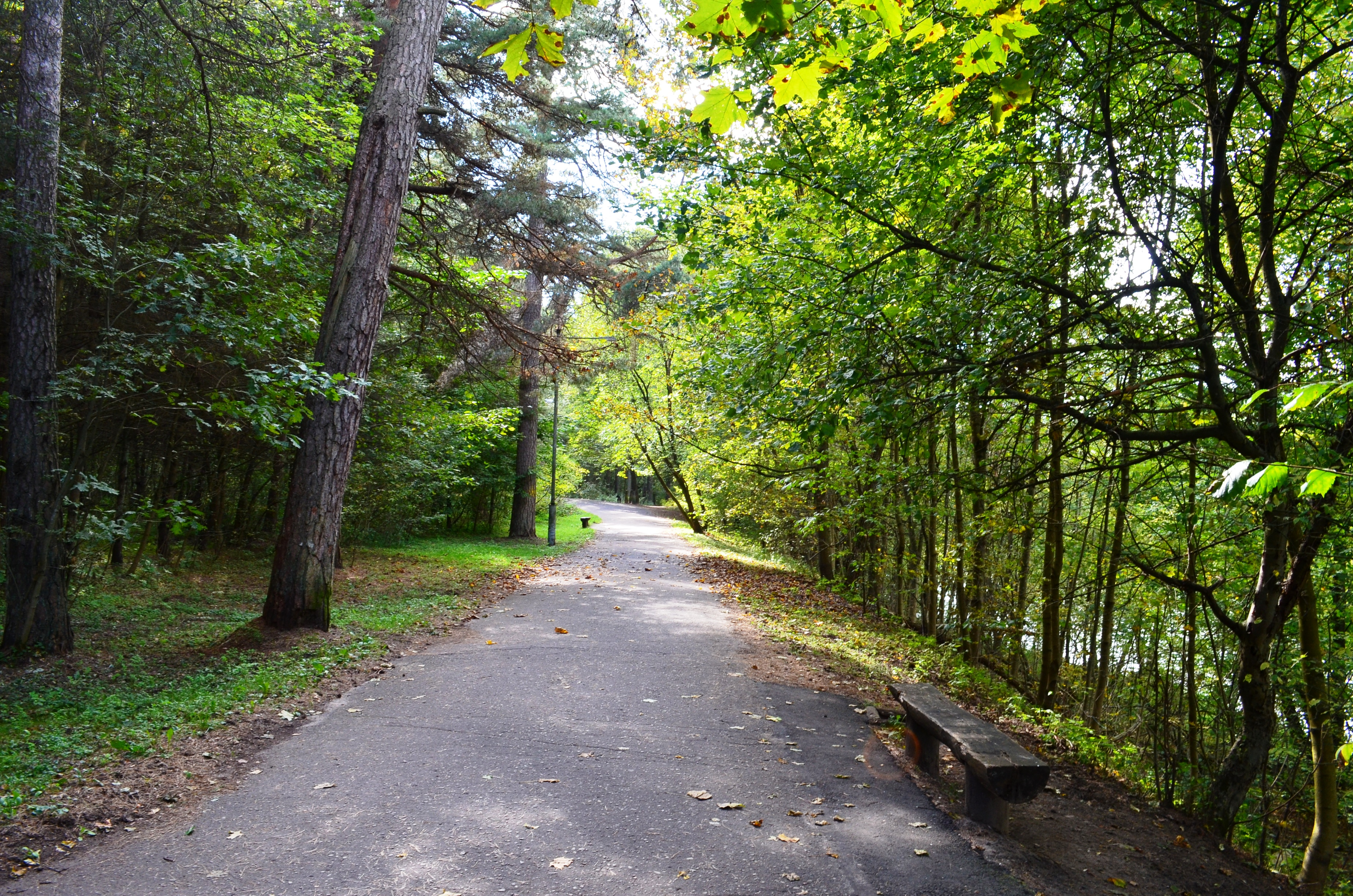
مسیری در پارک
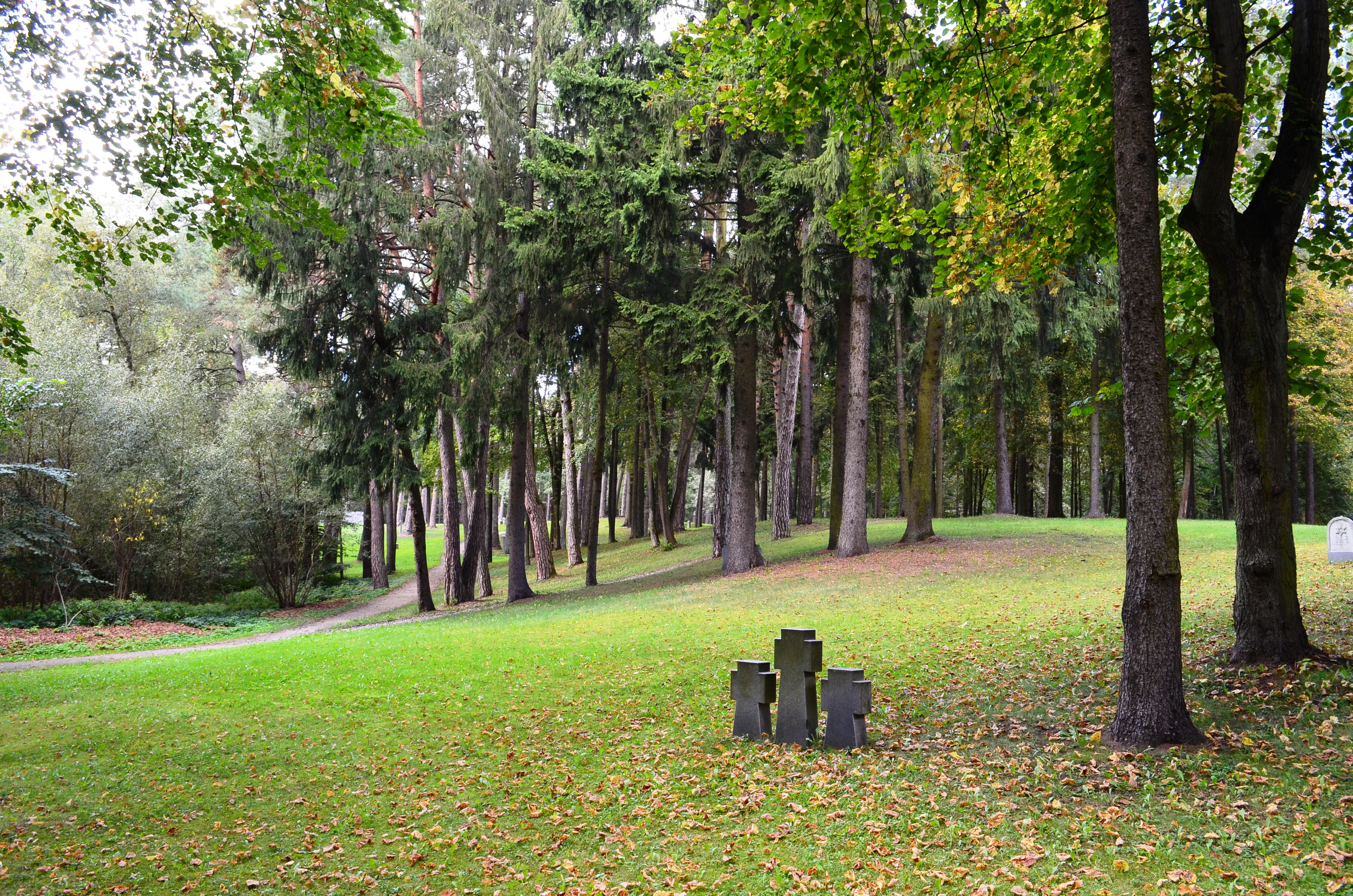
قبر سربازان
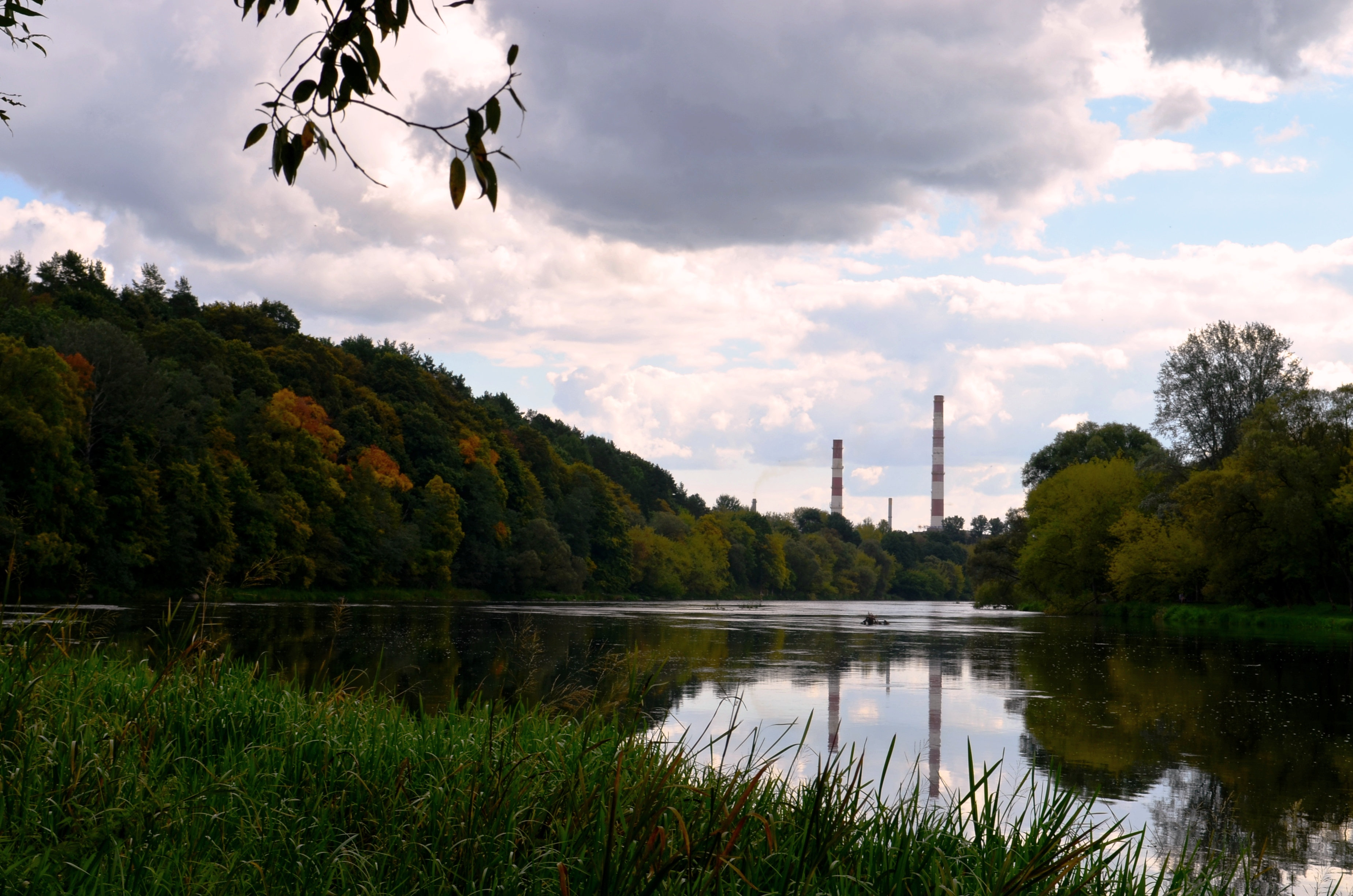
رود نریس